# Giorgos Giakoumakis
Giorgos Giakoumakis (Grieks: Γιώργος Γιακουμάκης; Iraklion, 9 december 1994) is een Grieks profvoetballer die doorgaans als centrumspits speelt. Hij verruilde Atlanta United in juni 2024 voor Cruz Azul.

## Carrière

### Jeugd, Platanias en verhuur aan Episkopi
Giakoumakis speelde in de jeugd van amateurclub Atsalenios in zijn geboorteplaats Iraklion en debuteerde daar in 2011 op zestienjarige leeftijd in het eerste elftal. Een jaar later maakte hij de overstap naar de profs van Platanias en maakte er zijn competitiedebuut in de Super League tijdens een thuiswedstrijd op 30 september 2012 tegen Skoda Xanthi (3–2), als invaller voor Željko Kalajdžić. In januari 2014 werd hij voor een half jaar uitgeleend aan het een niveau lager acterende Episkopi waar hij in elf wedstrijden twee doelpunten scoorde. Na zijn terugkeer naar Platanias kreeg hij meer speelminuten en op 26 april 2015 scoorde hij zijn eerste doelpunt op het hoogste niveau, tijdens een thuiswedstrijd tegen Panetolikos (2-0). In het seizoen 2016/17 was hij met elf doelpunten de meest productieve Griekse spits van de Super League achter vier buitenlanders, onder wie topscorer Marcus Berg.

### AEK Athene en verhuur aan OFI Kreta en Górnik Zabrze
Op 26 juni 2017 tekende de getalenteerde jeugdinternational een vierjarig contract bij AEK Athene met ingang van het seizoen 2017/18. Op 20 december 2017 scoorde hij zijn eerste officiële doelpunt namens die club tijdens een uitwedstrijd voor de Griekse voetbalbeker bij Panetolikos (0–4). Zijn eerste competitiedoelpunt namens AEK was meteen ook cruciaal: op 4 februari 2018 scoorde Giakoumakis tijdens een uitwedstrijd bij regerend landskampioen Olympiakos Piraeus in blessuretijd de winnende treffer (1–2). Bij AEK speelde hij in drie seizoenen in totaal negen Europese duels, waarvan vijf voor de UEFA Europa League en vier voor de UEFA Champions League. In het seizoen 2018/19 kwam de Griekse spits in actie tijdens zowel de heen- als de terugwedstrijd tegen Ajax.
Na anderhalf jaar in Athene keerde Giakoumakis in januari 2019 terug naar zijn geboorte-eiland Kreta, waar hij voor een half jaar op huurbasis met een optie tot koop aansloot bij het tegen degradatie strijdende OFI Kreta. In de play-off tegen zijn oude club Platanias leverde de aanvaller een belangrijke bijdrage aan lijfsbehoud. Na een 0–0 gelijkspel in de heenwedstrijd, won OFI de terugwedstrijd voor eigen publiek met 3–2. Giakoumakis scoorde het tweede doelpunt.
In maart 2020 werd hij samen met ploeggenoot Stavros Vasilantonopoulos opnieuw uitgeleend, ditmaal aan Górnik Zabrze. In twaalf wedstrijden scoorde hij drie doelpunten voor de club uit de Ekstraklasa.

### VVV-Venlo
Op 11 augustus 2020 tekende de Griekse aanvaller een contract bij VVV-Venlo voor twee seizoenen met de optie voor nog een jaar. Naar verluidt ontving AEK voor deze deal een transfersom van €200.000,-. Bij zijn debuut namens de Venlose eredivisionist in een uitwedstrijd bij FC Emmen (3–5) was Giakoumakis direct trefzeker met drie doelpunten. Hij werd daarmee de zevende speler in de Eredivisie-historie met een hattrick tijdens zijn debuut. Op 13 januari 2021 scoorde de Griekse spits alle vier de Venlose doelpunten in een uitwedstrijd bij ADO Den Haag (1–4). Daarmee werd Giakoumakis na Hans Sleven in 1959 pas de tweede VVV-speler ooit met vier doelpunten in een Eredivisiewedstrijd en de tweede na Herman Teeuwen in 1960 die er in de competitie twee wedstrijden op rij in slaagde minimaal twee doelpunten te maken. Twee weken later herhaalde Giakoumakis eenzelfde kunststukje. In de thuiswedstrijd tegen Vitesse (4–1) scoorde hij opnieuw vier doelpunten. In januari 2021 werd Giakoumakis door de Eredivisie CV uitgeroepen tot Speler van de Maand, na elf treffers in zes wedstrijden. De laatste speler die dit wist te presteren was Ajacied Marco van Basten (12 doelpunten in 1985). Op 13 mei 2021 kon VVV degradatie niet meer afwenden na een 3–1 nederlaag bij Ajax en was het voor het eerst dat er een club degradeert met de topscorer van de Eredivisie. De Griekse spits werd daarmee de eerste winnaar van de Willy van der Kuijlen-trofee.

### Celtic
In augustus 2021 tekende Giakoumakis een vijfjarig contract bij Celtic. Naar verluidt betaalde de Schotse club een transfersom van € 2.500.000,- aan VVV-Venlo. Na een moeizame start met pijntjes en aanloopproblemen groeide Giakoumakis ook in Schotland uit tot topscorer en leverde hij daarmee een belangrijke bijdrage aan het kampioenschap van Celtic.

### Atlanta United
In februari 2023 vertrok de Griekse spits naar de MLS. Giakoumakis tekende een vierjarig contract bij Atlanta United dat ruim vier miljoen euro betaalde aan Celtic. Van die transfersom ging ook een deel naar VVV-Venlo, dat in 2021 een doorverkooppercentage bedong bij de verkoop van Giakoumakis. Ook in de Verenigde Staten maakte de Griekse spits al snel indruk. In november 2023 kreeg hij de MLS Newcomer of the Year Award uitgereikt, waarmee hij Lionel Messi (2e) en Eduard Löwen (3e) achter zich liet. Giakoumakis eindigde het seizoen als tweede op de topscorerslijst van de MLS, achter Denis Bouanga.

### Cruz Azul
Halverwege zijn tweede seizoen in de MLS werd Giakoumakis verkocht aan Cruz Azul. De Mexicaanse club betaalde naar verluidt een transfersom van ongeveer 9 miljoen euro aan Atlanta United.

## Clubstatistieken
| Seizoen                            | Club            | Competitie       | Competitie | Competitie | Beker | Beker | Continentaal1 | Continentaal1 | Overig2 | Overig2 | Totaal | Totaal |
| Seizoen                            | Club            | Competitie       | Wed.       | Dlp.       | Wed.  | Dlp.  | Wed.          | Dlp.          | Wed.    | Dlp.    | Wed.   | Dlp.   |
| ---------------------------------- | --------------- | ---------------- | ---------- | ---------- | ----- | ----- | ------------- | ------------- | ------- | ------- | ------ | ------ |
| 2011/12                            | Atsalenios      | A1 Division      | 23         | 8          | —     | —     | —             | —             | —       | —       | 23     | 8      |
| 2012/13                            | Platanias       | Super League     | 9          | 0          | 3     | 0     | —             | —             | —       | —       | 12     | 0      |
| 2013/14                            | Platanias       | Super League     | 5          | 0          | 0     | 0     | —             | —             | —       | —       | 5      | 0      |
| 2013/14                            | → Episkopi      | Beta Ethniki     | 11         | 2          | —     | —     | —             | —             | —       | —       | 11     | 2      |
| 2014/15                            | Platanias       | Super League     | 9          | 1          | 1     | 0     | —             | —             | —       | —       | 10     | 1      |
| 2015/16                            | Platanias       | Super League     | 10         | 2          | 0     | 0     | —             | —             | —       | —       | 10     | 2      |
| 2016/17                            | Platanias       | Super League     | 26         | 11         | 4     | 1     | —             | —             | —       | —       | 30     | 12     |
| 2017/18                            | AEK Athene      | Super League     | 11         | 1          | 6     | 1     | 4             | 0             | —       | —       | 21     | 2      |
| 2018/19                            | AEK Athene      | Super League     | 6          | 0          | 2     | 1     | 3             | 0             | —       | —       | 11     | 1      |
| 2018/19                            | → OFI Kreta     | Super League     | 10         | 2          | 0     | 0     | —             | —             | 2       | 1       | 12     | 3      |
| 2019/20                            | AEK Athene      | Super League     | 13         | 0          | 1     | 0     | 2             | 0             | —       | —       | 16     | 0      |
| 2019/20                            | → Górnik Zabrze | Ekstraklasa      | 12         | 3          | 0     | 0     | —             | —             | —       | —       | 12     | 3      |
| 2020/21                            | VVV-Venlo       | Eredivisie       | 30         | 26         | 3     | 3     | —             | —             | —       | —       | 33     | 29     |
| 2021/22                            | Celtic          | Premiership      | 21         | 13         | 3     | 4     | 5             | 0             | 0       | 0       | 29     | 17     |
| 2022/23                            | Celtic          | Premiership      | 19         | 6          | 0     | 0     | 6             | 1             | 3       | 2       | 28     | 9      |
| 2023                               | Atlanta United  | MLS              | 27         | 17         | 0     | 0     | 2             | 0             | 3       | 2       | 32     | 19     |
| 2024                               | Atlanta United  | MLS              | 11         | 5          | 0     | 0     | 0             | 0             | 0       | 0       | 11     | 5      |
| 2024/25                            | Cruz Azul       | Primera División | 26         | 8          | 0     | 0     | 0             | 0             | 4       | 0       | 30     | 8      |
| Carrière totaal                    | Carrière totaal | Carrière totaal  | 279        | 105        | 23    | 10    | 22            | 1             | 12      | 5       | 336    | 121    |
| Bijgewerkt tot en met 15 juli 2025 |                 |                  |            |            |       |       |               |               |         |         |        |        |

## Erelijst
| Competitie             |            |            |            |            |
| Competitie             | Aantal     | Jaren      |            |            |
| AEK Athene             | AEK Athene | AEK Athene | AEK Athene | AEK Athene |
| ---------------------- | ---------- | ---------- | ---------- | ---------- |
| Super League           | 1x         | 2017/18    |            |            |
| Celtic                 |            |            |            |            |
| Scottish Premiership   | 1x         | 2021/22    |            |            |
| Scottish League Cup    | 1x         | 2021/22    |            |            |
| Cruz Azul              |            |            |            |            |
| Concacaf Champions Cup | 1x         | 2025       |            |            |

### Persoonlijk
| Eredivisie Speler van de Maand: januari 2021 | 1x | 2020/21 |
| Topscorer Eredivisie                         | 1x | 2020/21 |
| Topscorer Scottish Premiership               | 1x | 2021/22 |
| MLS Newcomer of the Year                     | 1x | 2023    |
| MLS All Star                                 | 1x | 2023    |
| MLS Best XI                                  | 1x | 2023    |

## Interlandcarrière

### Griekenland onder 21
In 2015 werd Giakoumakis door bondscoach Kostas Tsanas voor het eerst opgeroepen voor het Grieks voetbalelftal onder 21. Op 30 maart 2015 maakte hij zijn debuut in een vriendschappelijk interland tegen Kroatië onder 21, als invaller voor Nikolaos Ioannidis.
| Interlands van Giorgos Giakoumakis | Interlands van Giorgos Giakoumakis | Interlands van Giorgos Giakoumakis | Interlands van Giorgos Giakoumakis | Interlands van Giorgos Giakoumakis | Interlands van Giorgos Giakoumakis |
| №                                  | Datum                              | Wedstrijd                          | Uitslag                            | Soort Wedstrijd                    | Doelpunten                         |
| Als speler bij Platanias FC        | Als speler bij Platanias FC        | Als speler bij Platanias FC        | Als speler bij Platanias FC        | Als speler bij Platanias FC        | Als speler bij Platanias FC        |
| ---------------------------------- | ---------------------------------- | ---------------------------------- | ---------------------------------- | ---------------------------------- | ---------------------------------- |
| 1.                                 | 30 maart 2015                      | Griekenland – Kroatië              | 0 – 2                              | Vriendschappelijk                  | 0                                  |
| 2.                                 | 2 juni 2015                        | Slovenië – Griekenland             | 3 – 0                              | Vriendschappelijk                  | 0                                  |
| 3.                                 | 3 juni 2015                        | Moldavië – Griekenland             | 0 – 2                              | Vriendschappelijk                  | 0                                  |

### Griekenland
Dankzij een sterke competitiestart bij VVV-Venlo in het seizoen 2020/21, waarin hij zes doelpunten scoorde in de eerste zeven wedstrijden, kwam Giakoumakis in beeld bij de Nederlandse bondscoach John van 't Schip die hem in november 2020 voor het eerst selecteerde voor het Grieks voetbalelftal. Giakoumakis mocht in een oefeninterland tegen Cyprus op 11 november 2020 in de basisopstelling starten en bekroonde zijn debuut met een doelpunt.
| Interlands van Giorgos Giakoumakis | Interlands van Giorgos Giakoumakis | Interlands van Giorgos Giakoumakis | Interlands van Giorgos Giakoumakis | Interlands van Giorgos Giakoumakis | Interlands van Giorgos Giakoumakis |
| №                                  | Datum                              | Wedstrijd                          | Uitslag                            | Soort Wedstrijd                    | Doelpunten                         |
| Als speler bij VVV-Venlo           | Als speler bij VVV-Venlo           | Als speler bij VVV-Venlo           | Als speler bij VVV-Venlo           | Als speler bij VVV-Venlo           | Als speler bij VVV-Venlo           |
| ---------------------------------- | ---------------------------------- | ---------------------------------- | ---------------------------------- | ---------------------------------- | ---------------------------------- |
| 1.                                 | 11 november 2020                   | Griekenland – Cyprus               | 2 – 1                              | Vriendschappelijk                  | 1                                  |
| 2.                                 | 15 november 2020                   | Moldavië – Griekenland             | 0 – 2                              | Nations League                     | 0                                  |
| 3.                                 | 18 november 2020                   | Griekenland – Slovenië             | 0 – 0                              | Nations League                     | 0                                  |
| 4.                                 | 25 maart 2021                      | Spanje – Griekenland               | 1 – 1                              | WK-kwalificatie                    | 0                                  |
| 5.                                 | 28 maart 2021                      | Griekenland – Honduras             | 2 – 1                              | Vriendschappelijk                  | 0                                  |
| 6.                                 | 31 maart 2021                      | Griekenland – Georgië              | 1 – 1                              | WK-kwalificatie                    | 0                                  |
| Als speler bij Celtic              |                                    |                                    |                                    |                                    |                                    |
| 7.                                 | 25 maart 2022                      | Roemenië – Griekenland             | 0 – 1                              | Vriendschappelijk                  | 0                                  |
| 8.                                 | 28 maart 2022                      | Montenegro – Griekenland           | 1 – 0                              | Vriendschappelijk                  | 0                                  |
| 9.                                 | 2 juni 2022                        | Noord-Ierland – Griekenland        | 0 – 1                              | Nations League                     | 0                                  |
| 10.                                | 5 juni 2022                        | Kosovo – Griekenland               | 0 – 1                              | Nations League                     | 0                                  |
| 11.                                | 12 juni 2022                       | Griekenland – Kosovo               | 2 – 0                              | Nations League                     | 1                                  |
| Als speler bij Atlanta United      |                                    |                                    |                                    |                                    |                                    |
| 12.                                | 24 maart 2023                      | Gibraltar – Griekenland            | 0 – 3                              | EK-kwalificatie                    | 0                                  |
| 13.                                | 27 maart 2023                      | Griekenland – Litouwen             | 0 – 0                              | Vriendschappelijk                  | 0                                  |
| 14.                                | 16 juni 2023                       | Griekenland – Ierland              | 2 – 1                              | EK-kwalificatie                    | 0                                  |
| 15.                                | 19 juni 2023                       | Frankrijk – Griekenland            | 1 – 0                              | EK-kwalificatie                    | 0                                  |
| 16.                                | 7 september 2023                   | Nederland – Griekenland            | 3 – 0                              | EK-kwalificatie                    | 0                                  |
| 17.                                | 10 september 2023                  | Griekenland – Gibraltar            | 5 – 0                              | EK-kwalificatie                    | 0                                  |
| 18.                                | 13 oktober 2023                    | Ierland – Griekenland              | 0 – 2                              | EK-kwalificatie                    | 1                                  |
| 19.                                | 16 oktober 2023                    | Griekenland – Nederland            | 0 – 1                              | EK-kwalificatie                    | 0                                  |
| 20.                                | 17 november 2023                   | Griekenland – Nieuw-Zeeland        | 2 – 0                              | Vriendschappelijk                  | 1                                  |
| 21.                                | 21 maart 2024                      | Griekenland – Kazachstan           | 5 – 0                              | EK-kwalificatie (playoff)          | 0                                  |
| 22.                                | 26 maart 2024                      | Georgië – Griekenland              | 4 – 2 n.s.                         | EK-kwalificatie (playoff)          | 0                                  |